# Rocco D'Assunta
Rocco D'Assunta (Palermo, 7 febbraio 1904 – Roma, 27 gennaio 1970) è stato un attore italiano.

## Biografia
Attivo sia in teatro che nella prosa radiofonica dagli anni trenta ai sessanta, partecipò a vari sceneggiati televisivi sin dall'inizio delle trasmissioni della Rai. Iniziò a lavorare per il cinema nel film Un cattivo soggetto (1933), con la regia di Carlo Ludovico Bragaglia, insieme a Vittorio De Sica e Giuditta Rissone.

## Vita privata
Era padre dell'attrice e doppiatrice Solvejg D'Assunta.

## Filmografia

### Cinema
- Un cattivo soggetto, regia di Carlo Ludovico Bragaglia (1933)
- Ninì Falpalà, regia di Amleto Palermi (1933)
- La segretaria per tutti, regia di Amleto Palermi (1933)
- Creature della notte, regia di Amleto Palermi (1934)
- Paraninfo, regia di Amleto Palermi (1934)
- L'aria del continente, regia di Gennaro Righelli (1935)
- Passaporto rosso, regia di Guido Brignone (1935)
- Freccia d'oro, regia di Corrado D'Errico e Piero Ballerini (1935)
- L'antenato, regia di Guido Brignone (1936)
- Pensaci, Giacomino!, regia di Gennaro Righelli (1936)
- Re di danari, regia di Enrico Guazzoni (1936)
- Lasciate ogni speranza, regia di Gennaro Righelli (1937)
- Il dottor Antonio, regia di Enrico Guazzoni (1937)
- Il feroce Saladino, regia di Mario Bonnard (1937)
- Il suo destino, regia di Enrico Guazzoni (1938)
- Sempre più difficile, regia di Piero Ballerini (1943)
- Natale al campo 119, regia di Pietro Francisci (1947)
- È arrivato il cavaliere, regia di Steno, Mario Monicelli (1950)
- I fuorilegge, regia di Aldo Vergano (1950)
- Il brigante Musolino, regia di Mario Camerini (1950)
- Una bruna indiavolata!, regia di Carlo Ludovico Bragaglia (1951)
- Anna, regia di Alberto Lattuada (1951)
- O.K. Nerone, regia di Mario Soldati (1951)
- Guardie e ladri, regia di Steno, Mario Monicelli (1951)
- Totò a colori, regia di Steno (1952)
- L'uomo, la bestia e la virtù, regia di Steno (1953)
- Canto per te, regia di Marino Girolami (1953)
- Un americano a Roma, regia di Steno (1955)
- I girovaghi, regia di Hugo Fregonese (1956)
- Amaramente, regia di Luigi Capuano (1956)
- Totò lascia o raddoppia?, regia di Camillo Mastrocinque (1956)
- Ci sposeremo a Capri, regia di Siro Marcellini (1956)
- Roulotte e Roulette, regia di Turi Vasile (1959)
- Liolà, regia di Alessandro Blasetti (1963)
- Mafia alla sbarra, regia di Oreste Palella (1963)
- Sedotta e abbandonata, regia di Pietro Germi (1964)
- I soldi, regia di Gianni Puccini (1965)

## Prosa radiofonica Rai
- Ballata italiana, rapsodia radiofonica di Edoardo Anton, musica di Raffaele Gervasio, regia di Alberto Casella, trasmessa il 1º novembre 1953.

### Televisione
- Il mondo è una prigione, regia di Vittorio Cottafavi – film TV (1962)